# Heiligen-Geist-Kirche (Wacken)

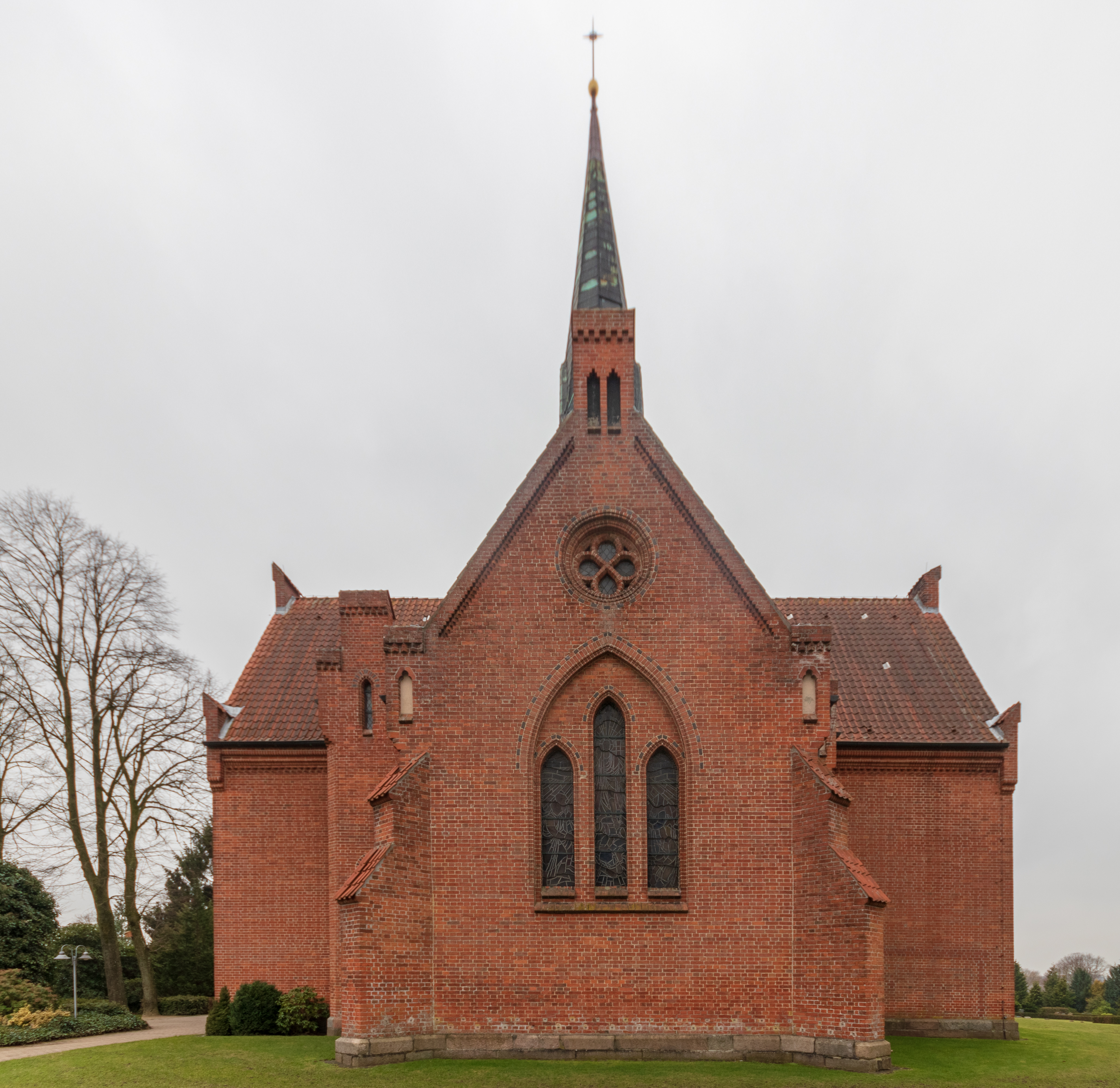
Heilig-Geist-Kirche in Wacken

Die Heilig-Geist-Kirche ist ein geschütztes Kulturdenkmal mit der Objekt-ID 3871 im Denkmalschutzgesetz in Wacken, einer Gemeinde im Kreis Steinburg in Schleswig-Holstein. Die Kirchengemeinde gehört zum Kirchenkreis Rendsburg-Eckernförde der Evangelisch-Lutherischen Kirche in Norddeutschland.

## Beschreibung
Die neugotische Kreuzkirche wurde 1861–63 nach einem Entwurf von Carl Heinrich Remé und Ernst Glüer erbaut. Sie besteht aus einem Langhaus und einem eingezogenen, gerade geschlossenen Chor im Osten, zwischen denen ein Querschiff eingefügt wurde. Über der Vierung erhebt sich ein Dachreiter, der die Turmuhr und den Glockenstuhl beherbergt und der mit einem spitzen Helm bedeckt ist. 1960 wurde ein Glockenturm gebaut.
Der Innenraum ist mit einer Holzbalkendecke überspannt. Zur Kirchenausstattung gehört ein Kruzifix aus der Zeit um 1600, das aus einer abgebrochenen Kapelle in Itzehoe stammt. Als Ersatz für eine vom Orgelbauer Trese in Kiel gebaute Orgel wurde 1988 eine Orgel von Paschen Kiel Orgelbau eingebaut. 